# Кватромани, Серторио
Серторио Кватромани (итал. Sertorio Quattromani; 1541, Козенца — 1611, Козенца) — итальянский писатель-гуманист.
Вёл жизнь странствующего учителя, был приверженцем учения Телезия.
Написал:
- «Filosofia di Bernardino Telesio» (Неаполь, 1589),
- «Islona del gran capitano» (Козенца, 1595),
- «Lettere» (Неаполь, 1624)
- и др.